# Administració militar alemanya a la França ocupada durant la Segona Guerra Mundial
L'administració militar a França - Militärverwaltung in Frankreich (alemany); Occupation de la France par l'Allemagne (francès) - va ser una autoritat d'ocupació provisional establerta per l'Alemanya nazi durant la Segona Guerra Mundial per administrar la zona ocupada a les zones del nord i l'oest de França. Aquesta anomenada "zona ocupada" es va establir el juny de 1940, i va ser rebatejada com a zone nord ("zona nord") el novembre de 1942, quan també va ser ocupada i rebatejada la zona del sud abans desocupada coneguda com a zone libre ("zona lliure"), passant a anomenar-se zone sud ("zona sud").
El seu paper a França estava en part regit per les condicions establertes pel Segon Armistici a Compiègne després de l'èxit de la guerra llampec de la Wehrmacht que va conduir a la caiguda de França; en aquell moment, tant francesos com alemanys pensaven que l'ocupació seria temporal i només duraria fins que Gran Bretanya arribés a un acord, que es creia que era imminent. Per exemple, França va acordar que els seus soldats romandrien presoners de guerra fins al cessament de totes les hostilitats.
L'"Estat francès" (État français), encara que nominalment estengués la seva sobirania sobre el país es va limitar a la pràctica en l'exercici de la seva autoritat a la zona lliure, va substituir la Tercera República francesa que s'havia dissolt amb la derrota. Com que París es trobava a la zona ocupada, el seu govern estava assentat a la ciutat balneari de Vichèi a l'Alvèrnia i, per tant, era més conegut com a França de Vichy.
Mentre que el govern de Vichy estava nominalment a càrrec de tota França, l'administració militar a la zona ocupada era una dictadura nazi de facto. El domini nazi es va estendre a la zona lliure quan va ser envaïda per Alemanya i Itàlia durant el cas Anton l'11 de novembre de 1942 en resposta a l'operació Torxa, el desembarcament dels aliats al nord d'Àfrica francès el 8 de novembre de 1942. El govern de Vichy va continuar existint, tot i que la seva autoritat estava ara molt reduïda.
L'administració militar alemanya a França va acabar amb l'alliberament de França després del desembarcaments a Normandia i Provença. Va existir formalment des de maig de 1940 fins a desembre de 1944, tot i que la major part del seu territori havia estat alliberat pels aliats a finals de l'estiu de 1944.

## Zones d'ocupació

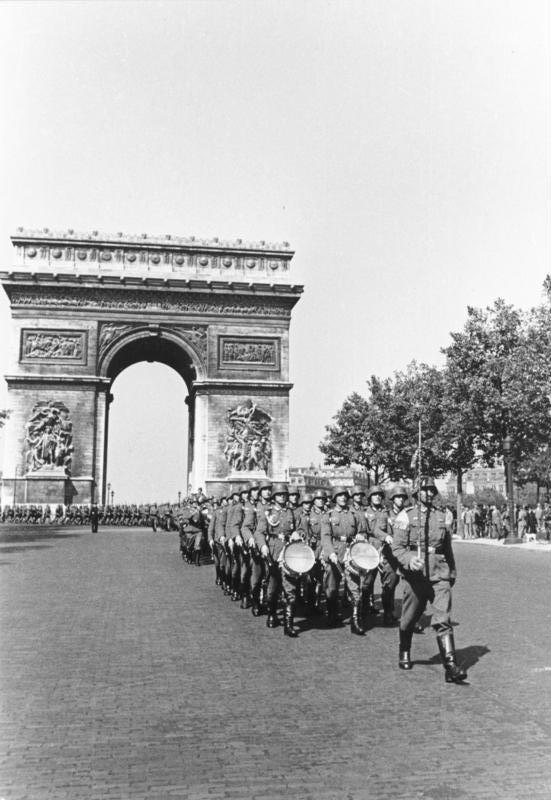
Soldats alemanys marxen per l'Arc de Triomf a l'avinguda dels Camps Elisis de París, juny de 1940.

Alsàcia-Lorena, que havia estat annexada després de la guerra francoprussiana el 1871 per l'Imperi alemany i retornada a França després de la Primera Guerra Mundial, va ser reannexionada pel Tercer Reich (subjectant així la seva població masculina a la conscripció militar alemanya). Els departaments de Nord i Pas-de-Calais estaven adscrits a l'administració militar de Bèlgica i del nord de França, que també era responsable dels afers civils a la zone interdite de 20 quilòmetres (12 milles) d'ample al llarg de la costa atlàntica. Una altra "zona prohibida" eren zones del nord-est de França, corresponent a Lorena i aproximadament la meitat cadascuna de Franche-Comté, Champagne i Picardie. Als refugiats de guerra se'ls va prohibir el retorn a les seves llars, i estava destinat als colons alemanys i l'annexió al nou ordre nazi (Neue Ordnung).
La zona ocupada (francès: zone occupée, pronunciació francesa: [ zon ɔkype], alemany: Besetztes Gebiet) estava formada per la resta del nord i l'oest de França, incloses les dues zones prohibides.
La part sud de França, excepte la meitat occidental d'Aquitània al llarg de la costa atlàntica, es va convertir en la zone libre ("zona lliure"), on el règim de Vichy va romandre sobirà com a estat independent, encara que sota una forta influència alemanya a causa de les restriccions de l'armistici (incloent un fort tribut) i la dependència econòmica d'Alemanya. Constituïa una superfície terrestre de 246.618 quilòmetres quadrats, aproximadament el 45 per cent de França, i incloïa aproximadament el 33 per cent de la força de treball francesa total. La línia de demarcació entre la zona lliure i la zona ocupada era una frontera de facto, que necessitava una autorització especial i un laissez-passer de les autoritats alemanyes a creuar.

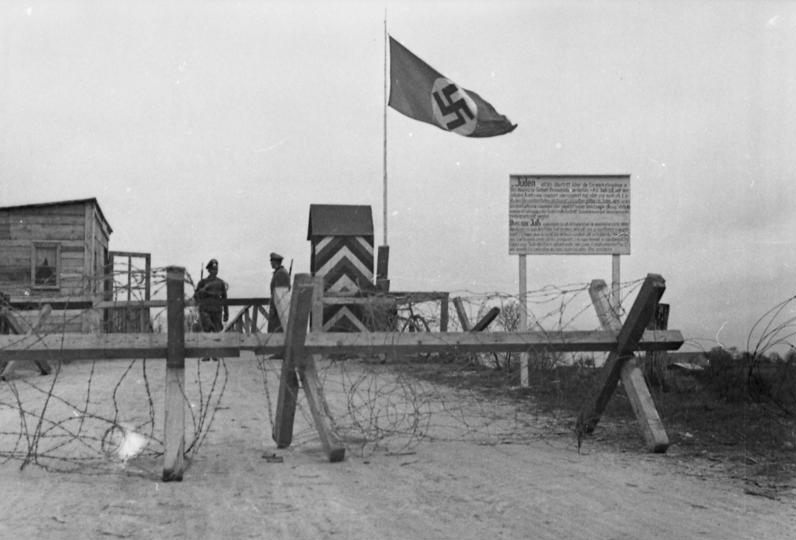
Post de control alemany a la línia de demarcació, 1941.

Aquestes restriccions es van mantenir després que Vichy fos ocupada i la zona va ser rebatejada com a zone sud ("zona sud"), i també es va posar sota administració militar el novembre de 1942.
La zona d'ocupació italiana constava de petites àrees al llarg de la frontera dels Alps i una zona desmilitaritzada de 50 quilòmetres (31 milles) al llarg de la mateixa. Es va expandir a tot el territori a la riba esquerra del riu Roine després de la seva invasió juntament amb l'Alemanya de França de Vichy l'11 de novembre de 1942, excepte les zones al voltant de Lió i Marsella, que es van afegir a la zone sud d'Alemanya, i Còrsega.
La zona d'ocupació italiana també va ser ocupada per Alemanya i afegida a la zone sud després de la rendició d'Itàlia el setembre de 1943, excepte Còrsega, que va ser alliberada pel desembarcament de les forces franceses lliures i les tropes italianes locals que es van convertir en cobel·ligerants dels aliats.

## Estructura administrativa
Després que Alemanya i França acordessin un armistici després de les derrotes de maig i juny, el mariscal Wilhelm Keitel i el general Charles Huntzinger, representants del Tercer Reich i del govern francés respectivament del mariscal Philippe Pétain, el van signar el 22 de juny de 1940 a la clariana de Rethondes al bosc de Compiègne. Com es va fer al mateix lloc i en el mateix vagó on l'armistici que va acabar la Primera Guerra Mundial quan Alemanya es va rendir, es coneix com el Segon armistici de Compiègne.
França es va dividir aproximadament en una zona nord ocupada i una zona sud no ocupada, segons la convenció d'armistici "per tal de protegir els interessos del Reich alemany". L'imperi colonial francès va romandre sota l'autoritat del règim de Vichy de Mariscal Pétain. La sobirania francesa s'havia d'exercir sobre tot el territori francès, inclosa la zona ocupada, Alsàcia i Mosel·la, però el tercer article de l'armistici estipulava que les autoritats franceses a la zona ocupada haurien d'obeir l'administració militar i que Alemanya exerciria els drets. d'una potència ocupant dins d'ella:
| « | A la regió ocupada de França, el Reich alemany exerceix tots els drets d'una potència ocupant. El govern francès es compromet a facilitar de totes les maneres possibles l'aplicació d'aquests drets, i a prestar l'assistència dels serveis administratius francesos a aquest efecte. El govern francès ordenarà immediatament a tots els funcionaris i administradors del territori ocupat que compleixin les regulacions de les autoritats militars alemanyes i col·laborin plenament amb aquestes. | » |

L'administració militar era responsable dels afers civils a la França ocupada. Es va dividir en Kommandanturen (singular Kommandantur), en ordre jeràrquic decreixent Oberfeldkommandanturen, Feldkommandanturen, Kreiskommandanturen i Ortskommandanturen. Els afers navals alemanys a França es coordinaven a través d'una oficina central coneguda com a Höheres Kommando der Marinedienststellen in Groß-Paris (Comandament Suprem de Serveis Navals a l'àrea metropolitana de París) que al seu torn va respondre a un comandant superior per a tota França conegut com Admiral Frankreich. Després del Cas Anton, el comandament naval "Almirall Frankreich" es va dividir en oficines més petites que responien directament al comandament operatiu del Grup de la Marina Oest.

## Col·laboració

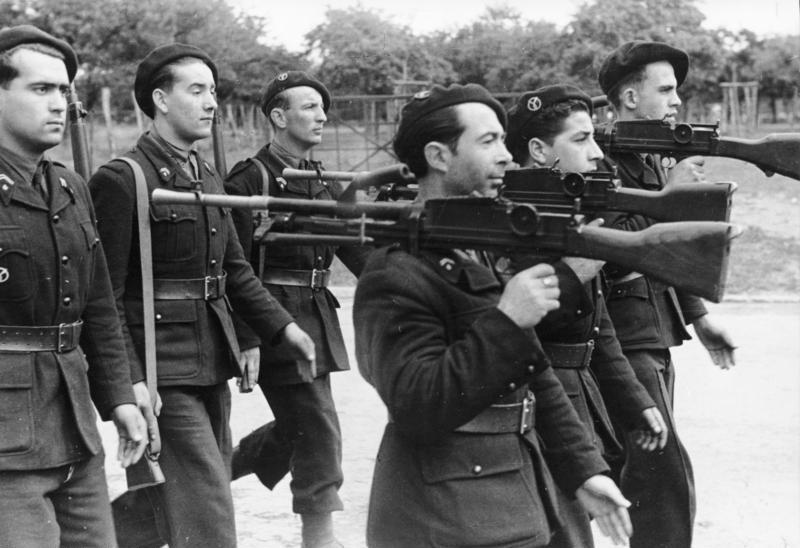
Desfilada de la col·laboracionista Milice Française, 1944.

Per reprimir els partisans i els combatents de la resistència, l'administració militar va col·laborar estretament amb la Gestapo, el Sicherheitsdienst, el servei d'intel·ligència de les Schutzstaffel i la Sicherheitspolizei, la seva policia de seguretat. També tenia a la seva disposició el suport de les autoritats i cossos policials francesos, que havien de cooperar segons les condicions establertes a l'armistici, per aglutinar jueus, antifeixistes i altres dissidents, i esvair-los a Nacht und Nebel, "Nit i boira". També va comptar amb l'ajut de col·laboracionistes auxiliars francesos com la Milice, el Franc-Gardes i el Servei d'Ordre Legionari. Els dos principals partits polítics col·laboracionistes eren el Partit Popular Francès (PPF) i la Unió Nacional Popular (RNP), cadascun amb entre 20.000 i 30.000 membres.
La Milice va participar amb el cap de la Gestapo de Lió, Klaus Barbie, en la captura de membres de la resistència i minories, inclosos els jueus, per enviar-los a centres de detenció, com ara el camp d'internament de Drancy, en ruta cap a Auschwitz, i altres camps de concentració alemanys, com Dachau i Buchenwald.
Alguns francesos també es van oferir directament a les forces alemanyes per lluitar per Alemanya i/o contra els bolxevics, com la Legió de Voluntaris Francesos contra el Bolxevisme. Voluntaris d'aquesta i d'altres equips van constituir més tard el quadre de la 33a Divisió de Granaders Waffen SS Charlemagne (1a francesa).
Stanley Hoffmann el 1974, i després d'ell, altres historiadors com Robert Paxton i Jean-Pierre Azéma han utilitzat el terme col·laboracionistes per referir-se als feixistes i simpatitzants nazis que, per raons ideològiques, desitjaven una col·laboració reforçada amb l'Alemanya de Hitler, en contrast amb els "col·laboradors", persones que només van cooperar per interès propi. En són exemples el líder del PPF Jacques Doriot, l'escriptor Robert Brasillach o Marcel Déat. Una de les principals motivacions i fonaments ideològics entre els col·laboracionistes va ser l'anticomunisme.

## Forces d'ocupació

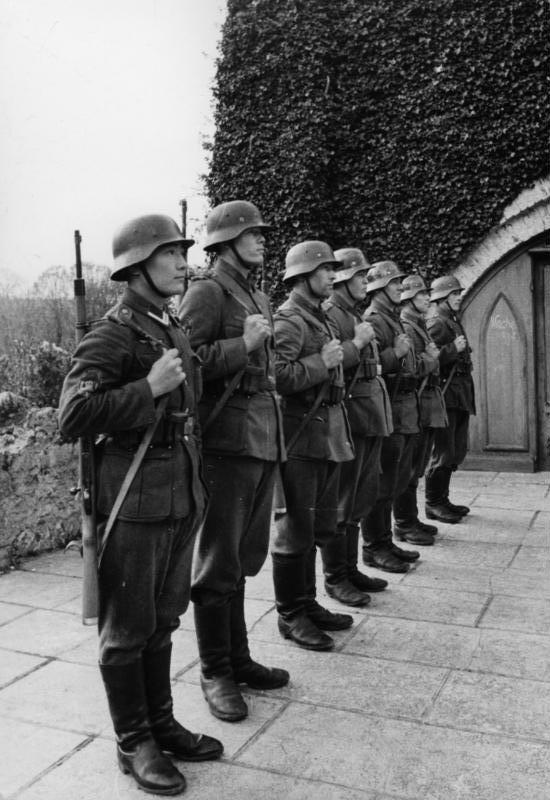
Soldats turquestanis al nord de França, octubre de 1943.

La Wehrmacht va mantenir un nombre variable de divisions a França. 100.000 alemanys es trobaven a tota la zona alemanya a França el desembre de 1941. Quan la major part de la Wehrmacht lluitava al front oriental, les unitats alemanyes eren traslladades a França per descansar i reposar. El nombre de tropes va augmentar quan l'amenaça d'una invasió aliada va començar a ser gran, amb la incursió de Dieppe marcant el seu veritable inici. Les accions dels comandos canadencs i britànics contra les tropes alemanyes van portar a Hitler a condemnar-les com a guerra irregular. En la seva Ordre de Comando els va negar l'estatus de combatent legal i va ordenar que fossin lliurats al servei de seguretat de les SS quan fossin capturats i susceptibles de ser executats sumàriament. A mesura que avançava la guerra, la guarnició del Mur de l'Atlàntic i la supressió de la resistència es van fer deures cada cop més durs.
Algunes unitats i formacions notables estacionades a França durant l'ocupació:
- 1940: les Luftflotten 2 i 3 van operar des dels aeròdroms del nord de França durant la batalla d'Anglaterra. La Luftflotte 3 es va quedar allà per defensar-se dels bombardejos estratègics aliats fins que va haver de retirar-se el 1944.
- 1941: els creuers de batalla Scharnhorst i Gneisenau. El cuirassat Bismarck va ser enfonsat mentre intentava arribar als ports de l'Atlàntic francès després de la seva posada en marxa.
- 1942: 2a Divisió Panzer SS Das Reich, 4t Regiment de Policia de les SS
- 1943: En el moment àlgid de la batalla de l'Atlàntic, entre 60 i més de 100 submarins alemanys estaven estacionats en corrals submarins a ports atlàntics francesos com La Rochelle (municipi de la Charanta Marítima), Bordeus, Saint-Nazaire, Brest i Lorient.
- 1944: 157a Divisió de Muntanya (Reserva), Panzer Lehr, XIX Exèrcit, 716a Divisió d'Infanteria Estàtica, 12a Divisió Panzer SS Hitlerjugend.

## Accions anti-partisanes

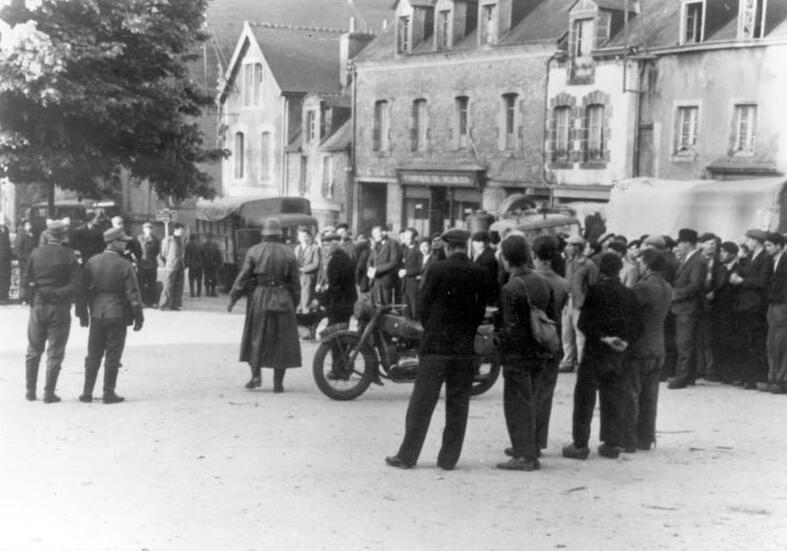
Recerca de civils francesos a Le Faouët, Bretanya, per part de soldats alemanys el 7 de maig de 1944

La "Crida del 18 de juny" del govern de la França Lliure de De Gaulle a l'exili a Londres va tenir poc efecte immediat, i pocs es van unir a les seves Forces Franceses de l'Interior més enllà dels que ja havien marxat a l'exili per unir-se al Francès Lliure. Després de la invasió de la Unió Soviètica el juny de 1941, el partit comunista francès, fins aleshores sota ordres de la Komintern de romandre passiu contra els ocupants alemanys, va començar a muntar accions contra ells. De Gaulle va enviar Jean Moulin de tornada a França com a vincle formal amb els irregulars de tot el país ocupat per coordinar els vuit grans grups de la Resistència en una organització. Moulin va aconseguir el seu acord per formar el "Consell Nacional de la Resistència" (Conseil National de la Résistance).
Moulin va ser finalment capturat, i va morir sota la tortura brutal de la Gestapo, possiblement pel mateix Klaus Barbie. La resistència es va intensificar després que es va fer evident que la marea de la guerra havia canviat després de la derrota del Reich a Stalingrad a principis de 1943 i, el 1944, grans zones remotes estaven fora del control de l'exèrcit alemany i les zones lliures per als maquisards, anomenades així per la màquia, que proporcionava un terreny ideal per a la guerra de guerrilles.
L'acció anti-partisana més important va ser la batalla del Vercors. La més infame va ser la Massacre d'Orador de Glana. Altres atrocitats notables comeses van ser les massacres de Tulle, Le Paradis, Maillé i Ascq. Els grans maquis on es van dur a terme operacions militars importants incloïen els maquis du Vercors, Limousin, Glières, Mont Mouchet i Saint-Marcel. Les principals operacions d'atac van incloure les batudes de Marsella i la del Vel' d'Hiv.
Tot i que la majoria de la població francesa no va participar en la resistència activa, molts van resistir passivament a través d'actes com escoltar la prohibida Radio Londres de la BBC, o donar ajuts col·laterals o materials als membres de la Resistència. Altres van ajudar a la fugida dels aviadors nord-americans o britànics abatuts que finalment van trobar el camí de tornada a Gran Bretanya, sovint a través d'Espanya.
A la vigília de l'alliberament, nombroses faccions de nacionalistes, anarquistes, comunistes, socialistes i altres, que comptaven entre 100.000 i fins a 400.000 combatents, lluitaven activament contra les forces d'ocupació. Amb el suport de l'Executiva d'Operacions Especials i l'Oficina de Serveis Estratègics que van llançar armes i subministraments per aire, així com agents infiltrats com Nancy Wake, que va proporcionar assessorament tàctic i habilitats especialitzades com operacions de ràdio i demolició, van sabotejar sistemàticament línies de ferrocarril, destruir ponts, tallar les línies de subministrament alemanyes, i va proporcionar intel·ligència general a les forces aliades. Les operacions antipartidistes alemanyes van cobrar entre 13.000 i 16.000 víctimes franceses, incloent entre 4.000 i 5.000 civils innocents.
Al final de la guerra, uns 580.000 francesos havien mort (40.000 d'ells per part de les forces aliades occidentals durant els bombardejos de les primeres 48 hores de l'operació Overlord). Les morts militars van ser de 92.000 el 1939–40. Uns 58.000 van morir en acció entre 1940 i 1945 lluitant a les forces franceses lliures. Uns 40.000 malgrés ("en contra de la nostra voluntat"), els ciutadans de l'Alsàcia-Lorena reannexionats reclutats a la Wehrmacht, es van convertir en víctimes. Les víctimes civils van ascendir al voltant de 150.000 (60.000 per bombardeigs aeris, 60.000 en la resistència i 30.000 assassinats per les forces d'ocupació alemanyes). El total de presoners de guerra i deportats va ser d'uns 1,9 milions. D'aquests, uns 240.000 van morir en captivitat. Es calcula que 40.000 eren presoners de guerra, 100.000 deportats racials, 60.000 presoners polítics i 40.000 van morir com a treballadors esclaus.

## Propaganda
La propaganda militar dels països europeus sota ocupació tenia la seu a Potsdam. Hi havia un batalló de propaganda a cada país ocupat, amb seu a la ciutat principal o capital. Això es va subdividir encara més a nivell regional. La seu de França es trobava a l'hotel Majestic de París, amb seccions de propaganda (Staffel) a Bordeus, Dijon i altres ciutats.:23
Un Propagandastaffel ("esquadró de propaganda") va ser un servei encarregat per les autoritats alemanyes de la propaganda i el control de la premsa francesa i de l'edició durant l'ocupació de França. Seccions (staffel, "esquadro") en cada ciutat important.:23
Després de la seva victòria el juny de 1940, les autoritats d'ocupació van confiar per primera vegada a l'ambaixada alemanya a París (Hôtel Beauharnais) per controlar les publicacions, els espectacles i les emissions de ràdio. Després van crear el Propaganda-Abteilung Frankreich (Departament de Propaganda de França), que va desenvolupar serveis de propaganda i censura nazis anomenats Propagandastaffel a les diferents regions de França.
Cada Propagandastaffel era dirigit per un comandant i donava feina a una trentena de persones.:23 Hi havia Sonderführers (directors especials) encarregats d'àmbits concrets: censura d'espectacles i obres de teatre, edició i premsa, obres cinematogràfiques, i publicitat i discursos públics.:23 Els directors, escollits per les seves habilitats en matèria civil, portaven unformes militars i estaven subjectes a la regulació militar.:24

## Civils
El cens de l'1 d'abril de 1941 mostra 25.071.255 habitants a la zona ocupada (amb 14,2 m a la zona desocupada). Això no inclou els 1.600.000 presoners de guerra, ni els 60.000 treballadors francesos a Alemanya o els departaments d'Alsàcia-Lorena.

### Vida quotidiana
La vida dels francesos durant l'ocupació alemanya va estar marcada, des del principi, per penúries endèmiques. S'expliquen per diversos factors:
1. Una de les condicions de l'armistici era pagar els costos de l'exèrcit alemany d'ocupació de 300.000 homes, que ascendien a 20 milions de Reichsmarks per dia. El tipus de canvi artificial de la moneda alemanya enfront del franc francès es va establir en conseqüència en 1 RM a 20 FF.[15] Això va permetre que les requisicions i compres alemanyes es transformessin en una forma de saqueig organitzat i va provocar escassetat d'aliments i desnutrició endèmica, especialment entre els nens, la gent gran i els sectors més vulnerables de la societat francesa com la classe obrera urbana del ciutats.[16]
2. La desorganització del transport, excepte el sistema ferroviari que es basava en el subministrament nacional francès de carbó.
3. El tall del comerç internacional i el bloqueig aliat, restringint les importacions al país.
4. L'extrema escassetat de gasolina i gasoil. França no tenia producció de petroli autòcton i totes les importacions s'havien aturat.
5. La manca de mà d'obra, sobretot a les zones rurals, a causa del gran nombre de presoners de guerra francesos detinguts a Alemanya, i del Service du travail obligatoire.

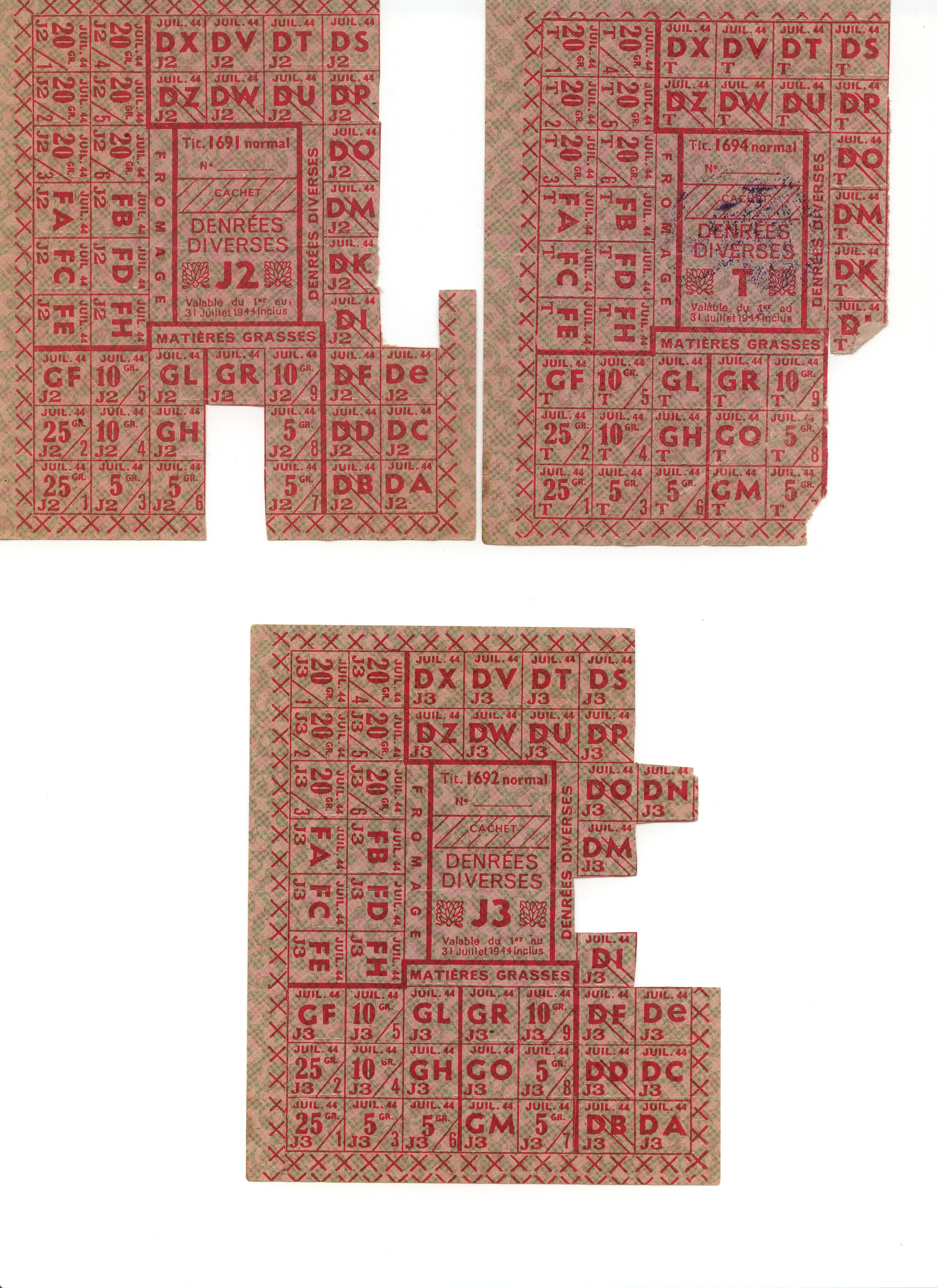
Cupons de racionament per a la població francesa, juliol de 1944.

Ersatz, o substituts improvisats, van substituir molts productes que escassejaven; els generadors de gas de fusta de camions i automòbils cremaven carbó vegetal o pellets de fusta com a substitut de la gasolina, i s'utilitzaven soles de fusta per a les sabates en lloc de cuir. El sabó era rar i es feia en algunes llars amb greixos i sosa càustica. El cafè es va substituir per ordi torrat barrejat amb xicoria i el sucre per sacarina.
Els alemanys es van apoderar d'aproximadament el 80 per cent de la producció d aliments francesa, la qual cosa va causar greus trastorns a l'economia domèstica del poble francès. La producció agrícola francesa es va reduir a la meitat per falta de combustible, fertilitzants i treballadors; tot i així els alemanys es van apoderar de la meitat de la carn, el 20 per cent dels productes i el 80 per cent del xampany. Els problemes de subministrament van afectar ràpidament les botigues franceses que no tenien la majoria d'articles.
Davant d'aquestes dificultats de la vida quotidiana, el govern va respondre racionant i creant cartes d'aliments i vals que s'havien de canviar per pa, carn, mantega i oli de cuina. El sistema de racionament era estricte però mal gestionat, provocant desnutrició, mercats negres i hostilitat a la gestió estatal del subministrament d'aliments. La ració oficial proporcionava dietes de fam de 1.300 calories o menys al dia, complementades amb horts domèstics i, especialment, compres al mercat negre.
La fam va ser habitual, afectant especialment els joves de les zones urbanes. Les cues es van allargar davant dels comerços. En absència de carn i altres aliments, com ara les patates, la gent menjava verdures inusuals, com el nap suec i la pataca. L'escassetat d'aliments va ser més aguda a les grans ciutats. Als pobles rurals més allunyats, però, la matança clandestina, les hortes i la disponibilitat de productes làctics van permetre una millor supervivència.
Algunes persones es van beneficiar del mercat negre, on el menjar es venia sense cupons a preus exorbitants. Els agricultors van desviar especialment la carn al mercat negre, la qual cosa significava molt menys per al mercat obert. També hi circulaven cupons de menjar falsificats. La compra directa als pagesos del camp i el bescanvi de cigarrets també eren pràctiques freqüents durant aquest període. Aquestes activitats estaven estrictament prohibides, però i, per tant, es portaven a terme amb risc de confiscació i multes.
Durant el dia, nombroses normatives, censures i propaganda feien cada cop més insuportable l'ocupació. A la nit, els habitants havien de respectar un toc de queda i estava prohibit sortir durant la nit sense un Ausweis. Van haver de tancar les persianes o finestres i apagar qualsevol llum, per evitar que els avions aliats fessin servir els llums de la ciutat per a la navegació. L'experiència de l'Ocupació va ser profundament desorientadora psicològicament per als francesos, ja que allò que abans era familiar i segur es va tornar de sobte estrany i amenaçador. Molts parisencs no van poder superar el xoc experimentat quan van veure per primera vegada les enormes banderes de l'esvàstica esteses sobre l'Hôtel de Ville o onejant sobre la Torre Eiffel. L'historiador britànic Ian Ousby va escriure:
| « | Fins i tot avui, quan persones que no són francesos o que no van viure l'ocupació miren fotos de soldats alemanys marxant pels Camps Elisis o de cartells indicadors alemanys amb lletres gòtiques fora dels grans punts de referència de París, encara poden sentir una lleugera commoció d'incredulitat. Les escenes semblen no només irreals, sinó gairebé deliberadament surrealistes, com si la conjunció inesperada de l'alemany i el francès, el francès i l'alemany, fos el resultat d'una broma dadà i no el registre sobri de la història. Aquest xoc és només un ressò llunyà del que van viure els francesos el 1940: veure un paisatge familiar transformat per l'addició d'allò desconegut, viure entre vistes quotidianes es va fer estrany de sobte, ja no se sentia com a casa en llocs que havien conegut de tota la vida. | » |

Ousby va escriure que a finals de l'estiu de 1940: "I així la presència aliena, cada cop més odiada i temuda en privat, podia semblar tan permanent que, als llocs públics on transcorria la vida quotidiana, es donava per fet". Paral·lelament, França també va estar marcada per desaparicions, ja que els edificis van ser canviats de nom, es van prohibir els llibres, es van robar l'art per portar-los a Alemanya i, amb el pas del temps, la gent va començar a desaparèixer.
Amb prop de 75.000 habitants morts i 550.000 tones de bombes llançades, França va ser, després d'Alemanya, el segon país més greument devastat per les bombes al front occidental de la Segona Guerra Mundial. Els bombardejos aliats van ser especialment intensos abans i durant l'Operació Overlord el 1944.
El Pla de Transport dels Aliats que tenia com a objectiu la destrucció sistemàtica de les estacions de repartiment i ponts ferroviaris francesos, el 1944, també va suposar un gran impacte en vides civils. Per exemple, el bombardeig del 26 de maig de 1944 va afectar objectius ferroviaris a cinc ciutats i al voltant de cinc ciutats del sud-est de França, causant més de 2.500 morts civils.
Travessar la ligne de démarcation entre la zona nord i la zona sud també requeria un Ausweis, que era difícil d'adquirir. Les persones només podien escriure als seus familiars, i això només es permetia amb una targeta preemplenada on el remitent marcava les paraules adequades (per exemple, "en bona salut", "ferit", "mort", "presoner"). La zona ocupada estava a l'hora alemanya, que estava una hora per davant de la zona desocupada. Altres polítiques implementades a la zona ocupada però no a la zona lliure van ser el toc de queda de 22.00 a 5.00 hores, la prohibició de pel·lícules americanes, la prohibició de l'exhibició de la bandera francesa i de cantar La Marsellesa, i la prohibició de les organitzacions paramilitars de Vichy i de la Legió de Veterans.
Els escolars havien de cantar "Maréchal, nous voilà !" ("Mariscall, aquí estem!"). El retrat del mariscal Philippe Pétain adornava les parets de les aules, creant així un culte a la personalitat. La propaganda va estar present a l'educació per formar els joves amb les idees del nou règim de Vichy. Tanmateix, no hi va haver una represa de la ideologia com en altres països ocupats, per exemple a Polònia, on l'elit ensenyant va ser liquidada. Els professors no van ser empresonats i els programes no es van modificar en general. En el sector catòlic privat, molts directors d'escoles amagaven nens jueus (salvant-los així la vida) i els proporcionaren educació fins a l'Alliberament.

### Vida nocturna a París

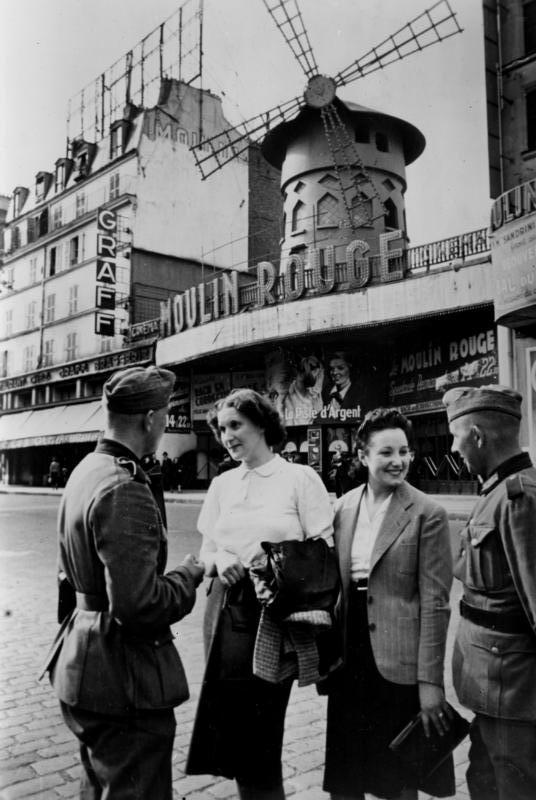
Soldats alemanys parlant amb dones franceses davant del Moulin Rouge (París) el juny de 1940, poc després de l'ocupació alemanya de París.

Un mes després de l'ocupació, la revista bimensual de soldats Der Deutsche Wegleiter für Paris ("La guia alemanya de París") va ser publicada per primera vegada pel Paris Kommandantur, i es va convertir en un èxit. Altres guies, com la Guide aryien, van comptar, per exemple, el Moulin Rouge (París) entre els llocs de visita obligada a París. Clubs famosos com el Folies-Belleville o el Bobino també estaven entre els locals més buscats. Una àmplia gamma d'unitats alemanyes van ser rotades a França per descansar i equipar-les; els alemanys van utilitzar el lema "Jeder einmal a París"("tots un cop a París") i van oferir "visites recreatives" a la ciutat per a les seves tropes. Diversos artistes famosos, com Yves Montand o més tard Les Compagnons de la chanson, van començar la seva carrera durant l'ocupació. Edith Piaf vivia a sobre de L'Étoile de Kléber, un famós bordell a la Rue Lauriston, que es trobava prop de la seu de Carlingue i sovint freqüentat per les tropes alemanyes. El toc de queda a París no es va mantenir tan estrictament com a altres ciutats.
La cançó "Nuages" de Django Reinhardt, interpretada per Reinhardt i el Quintet de l'Hot Club de França a la Salle Pleyel, va guanyar notorietat entre els seguidors tant francesos com alemanys. Jean Reinhardt va ser fins i tot convidat a actuar a l'Oberkommando der Wehrmacht. L'ús i l'abús de París en les visites de les forces alemanyes durant la Segona Guerra Mundial van provocar una reacció negativa; la prostitució intensiva durant l'ocupació va deixar pas a la Loi de Marthe Richard l'any 1946, que va tancar els bordells i va reduir els espectacles escènics descarats a mers esdeveniments de ball.

### L'opressió
Durant l'ocupació alemanya, una política de treball forçat, anomenada Service du Travail Obligatoire ("Servei de treball obligatori, STO"), consistia en la requisa i el trasllat de centenars de milers de treballadors francesos a Alemanya contra la seva voluntat, per a l'esforç de guerra alemany. A més dels camps de treball per a fàbriques, agricultura i ferrocarrils, el treball forçat es va utilitzar per als llocs de llançament de les V-1 i altres instal·lacions militars apuntades pels Aliats a l'operació Ballesta. A partir de 1942, molts es van negar a ser reclutats a fàbriques i granges a Alemanya per la STO, passant a la clandestinitat per evitar l'empresonament i la posterior deportació a Alemanya. En la seva majoria, aquells " refractaires " es van convertir en maquisards.
Hi va haver represàlies alemanyes contra civils als països ocupats; a França, els nazis van construir una cambra d'execució als cellers de l'antic edifici del Ministeri d'Aviació de París.
Molts jueus van ser víctimes de l'Holocaust a França. Aproximadament 49 camps de concentració estaven en ús a França durant l'ocupació, el més gran d'ells a Drancy. A la zona ocupada, a partir de 1942, els jueus havien de portar la insígnia groga i només se'ls permetia circular en l'últim vagó del metro de París. 13.152 jueus que residien a la regió de París van ser víctimes d'una detenció massiva per part de les autoritats franceses pronazis els dies 16 i 17 de juliol de 1942, conegut com la redada del Vel'd'Hiv, i van ser transportats a Auschwitz on van ser assassinats
En general, segons un recompte detallat realitzat sota Serge Klarsfeld, una mica menys de 77 500 dels jueus que residien a França van morir durant la guerra, majoritàriament després de ser deportats als camps d'extermini. D'una població jueva a França l'any 1940 de 350.000, això significa que una mica menys d'una quarta part va morir. Tot i que horrible, la taxa de mortalitat era més baixa que en altres països ocupats (per exemple, el 75 per cent als Països Baixos) i, com que la majoria dels jueus eren immigrants recents a França (la majoria exiliats d'Alemanya), més jueus vivien a França a finals de l'ocupació que va fer aproximadament 10 anys abans quan Hitler va arribar formalment al poder.

## Conseqüències
L'Alliberament de França va ser el resultat de les operacions aliades Overlord i Dragoon a l'estiu de 1944. La major part de França va ser alliberada el setembre de 1944. Algunes de les bases submarines de la costa atlàntica francesa fortament fortificades van romandre enrere "fortaleses" fins a la capitulació alemanya el maig de 1945. El govern de l'exili francès lliure va declarar l'establiment d'una República francesa provisional, assegurant la continuïtat amb la difunta Tercera República. Es va dedicar a reunir noves tropes per participar en l'avanç al Rin i la invasió d'Alemanya, utilitzant les Forces Franceses de l'Interior com a quadres militars i grups de mà d'obra de combatents experimentats per permetre una expansió molt gran i ràpida de l'Exèrcit d'Alliberament francès (Armée française de la Libération). Gràcies al Lend-Lease, estava ben equipat i ben proveït malgrat la interrupció econòmica provocada per l'ocupació, i va passar de 500.000 homes l'estiu de 1944 a més d'1,3 milions el dia de la Victòria a Europa, convertint-lo en el quart exèrcit aliat més gran de l'any. Europa.

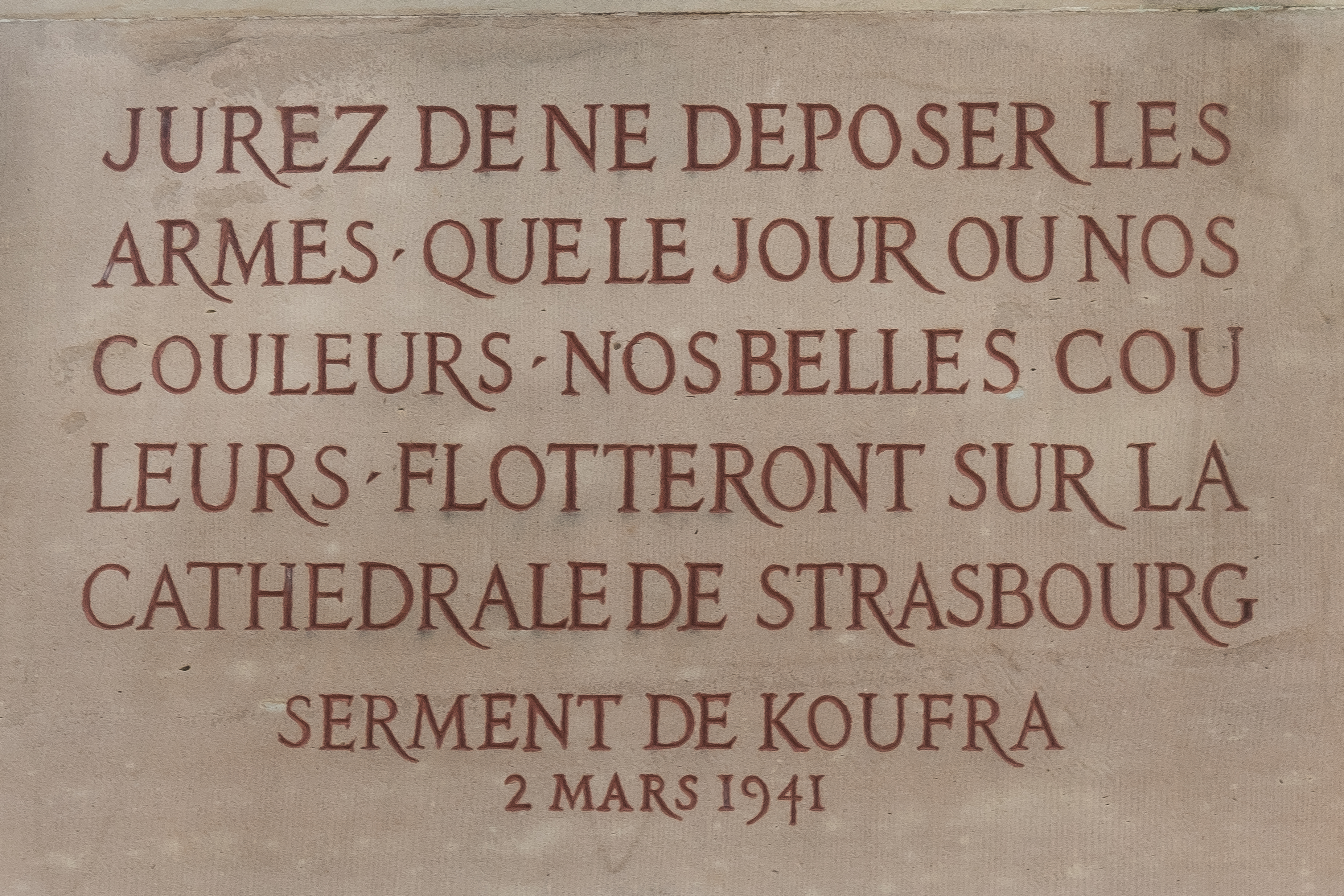
Una placa commemorativa del jurament de Kufra prop de la catedral d'Estrasburg, la capital d'Alsàcia i Elsaß-Lothringen, i després de la guerra, capital d'Europa com a símbol de pau i de reconciliació.

La 2a Divisió blindada francesa, punta de llança de les forces franceses lliures que havien participat a la campanya de Normandia i que havien alliberat París el 25 d'agost de 1944, va alliberar Estrasburg el 22 de novembre de 1944, complint així el jurament de Kufra fet pel general. Leclerc gairebé quatre anys abans. La unitat sota el seu comandament, amb prou feines per sobre de la mida de la companyia quan va capturar el fort italià, s'havia convertit en una divisió blindada.
La 2a Divisió blindada francesa, punta de llança de les forces franceses lliures que havien participat a la campanya de Normandia i que havien alliberat París el 25 d'agost de 1944, va alliberar Estrasburg el 22 de novembre de 1944, complint així el jurament de Kufra fet pel general. Leclerc gairebé quatre anys abans. La unitat sota el seu comandament, amb prou feines per sobre de la mida de la companyia quan va capturar el fort italià, s'havia convertit en una divisió blindada.
La punta de llança del Primer Exèrcit Francès Lliure, que havia desembarcat a la Provença el 15 d'agost de 1944, va ser el I Cos. La seva unitat capdavantera, la 1a Divisió Blindada francesa, va ser la primera unitat aliada occidental que va arribar al Roine (25 d'agost de 1944), el Rin (19 de novembre de 1944) i el Danubi (21 d'abril de 1945). El 22 d'abril de 1945, va capturar l'enclavament de Sigmaringen a Baden-Württemberg, on els darrers exiliats del règim de Vichy, inclòs el mariscal Pétain, van ser acollits pels alemanys en un dels castells ancestrals de la Dinastia dels Hohenzollern.
Els col·laboradors van ser jutjats en purgues legals (épuration légale), i alguns van ser executats per alta traïció, entre ells Pierre Laval, primer ministre de Vichy el 1942–44. El mariscal Pétain, "cap de l'Estat francès" i heroi de Verdun, també va ser condemnat a mort (14 d'agost de 1945), però la seva condemna va ser commutada per cadena perpètua tres dies després pel general de Gaulle, cap del Govern Provisional de la República Francesa Milers de col·laboradors van ser executats sumàriament per les forces locals de la Resistència en les anomenades "purgues salvatges" (épuration sauvage).